# Dusona specularis
Dusona specularis là một loài tò vò trong họ Ichneumonidae.